# Tyche (obwód odeski)
Tyche – wieś na Ukrainie, w obwodzie odeskim, w rejonie bielajewskim. W 2001 roku liczyła 39 mieszkańców.
Do 2016 roku miejscowość nosiła nazwę Czapajewe.